# 土库曼斯坦人民委员会
土库曼斯坦人民委员会（或译土库曼斯坦人民会议）是土库曼斯坦行使最高宪法权力的独立代表机构，曾为土库曼斯坦国家委员会上院，2021年3月至2023年1月21日期间与议会共同组成土库曼斯坦两院制国会。

## 历史
土库曼斯坦1992年宪法第四十五条：土库曼斯坦人民会议是人民政权的最高代表机关。委员会曾经有2,507成员，其中一部分是由选举产生。2003年4月7日的选举（投票率89.3%）中的全部候选人都是土库曼斯坦民主党党员。土库曼斯坦的行政管理曾经基于各种级别的人民委员会。各省有各自的人民委员会，各有80名委员，由选区直选产生。他们的影响力即使在纸面上也十分有限，实际上恐怕更少，如同土库曼斯坦议会一样，人民委员会由总统领导，根据宪法，总统同时是政府的立法和行政机关的领导人。鉴于土库曼斯坦事实上是总统专权的一党制国家。在更低的行政级别，区和市都有人民委员会。
2008年，土库曼斯坦通过新宪法，库尔班古力·别尔德穆哈梅多夫总统颁布新宪法，人民委员会体系被取消，同时总统和议会的权力得到增强。
2017年10月，总统别尔德穆哈梅多夫将资深委员会改组为新的人民委员会。
2020年9月，当时的土库曼斯坦一院制国会议会通过宪法修正案，复设土库曼斯坦人民委员会，共设56个席位，其中48名成员通过选举方式产生，8名成员由总统任命。并于2021年3月28日，举行复设土库曼斯坦人民委员会后的首次两院国会选举，据土库曼斯坦中央选举委员会公布的选举信息，复设后的首次土库曼斯坦人民委员会选举共有112名候选人竞争48个席位，注册选民投票率达98.7%。
2023年1月21日，人民委员会和议会联席会议投票废除人民委员会的立法机构地位，将其改革为一个独立机构，并将所有立法权力置于一院制的议会。改革后，人民委员会是土库曼斯坦行使最高宪法权力的独立“代表机构”，官方媒体称人民委员会为“最高权力机关”，其有权修改宪法，其主席由总统任命，并被指定为“国家领导人”。